# Gerdeh Geravī
Gerdeh Geravī (persiska: گِردِه گِرُو, گرده گروی, گِردِه گِردِه) är en ort i Iran.   Den ligger i provinsen Västazarbaijan, i den nordvästra delen av landet, 500 km väster om huvudstaden Teheran. Gerdeh Geravī ligger 1 286 meter över havet och antalet invånare är 505.
Terrängen runt Gerdeh Geravī är platt åt nordväst, men åt sydost är den kuperad. Runt Gerdeh Geravī är det ganska tätbefolkat, med 60 invånare per kvadratkilometer. Närmaste större samhälle är Yārījān-e Khāleşeh, 18,9 km nordost om Gerdeh Geravī. Trakten runt Gerdeh Geravī består till största delen av jordbruksmark.